# Natasha (película de 1974)
Natasha es una película argentina dramática de 1974 dirigida por Éber Lobato, según su propio guion escrito en colaboración con Jorge Zuhair Jury. Es protagonizada por Thelma Stefani, Enzo Viena y Edgardo Suárez. Fue filmada en Eastmancolor y se estrenó el 6 de junio de 1974. Aníbal Di Salvo, el futuro director de cine, tuvo a su cargo la fotografía.

## Sinopsis
Entre drogas y fiestas una bailarina pierde su amor por su carrera.

## Reparto
- Thelma Stefani
- Enzo Viena
- Edgardo Suárez
- Rodolfo Salerno
- Mónica Grey
- Susana Juri
- Iris Morenza
- Lili Fitzner
- María Lucero
- Adrián Lobato
- Marisa Herrero
- Andrea Salerno

## Crítica/Comentarios
Riz en Mayoría escribió:

”Una película para olvidar.”

Noticias opinó:

”Natasha dio el mal paso… Sólo el encanto de Thelma Stefani muestra un indigesto film local.”

El Cronista Comercial dijo:

”Con lenguaje publicitario… pese a la buena hechura técnica con que ha sido confeccionada, deja ver la limitación sin atenuantes de esta forma de expresión.”

Manrupe y Portela escriben:

”Delirio post-pop que puede resultar gracioso por su incoherencia.”